# Neoleptoneta paraconcinna
Neoleptoneta paraconcinna là một loài nhện trong họ Leptonetidae.
Loài này thuộc chi Neoleptoneta. Neoleptoneta paraconcinna được miêu tả năm 2001 bởi Cokendolpher & Reddell.